# ماري فرديناند هاريس
ماري فرديناند هاريس (بالإنجليزية: Marie Ferdinand-Harris)‏ مواليد 13 أكتوبر 1978 في ميامي، هي لاعبة كرة سلة أمريكية بدأت مسيرتها الاحترافية في سنة 2001. وتحمل الرقم 9. يبلغ طولها 5 قدم 9 بوصة (1.8 م). اعتزلت اللعب في 2011. شاركت 3 مرات في مباراة كل النجوم.

## المسيرة الاحترافية
لعبت مع سان أنطونيو ستارز من سنة 2003 إلى 2007، ثم لعبت مع لوس أنجلوس سباركس من سنة 2008 إلى 2010، ثم لعبت مع فينيكس ميركوري في سنة 2011.

## روابط خارجية
- ماري فرديناند هاريس على موقع الاتحاد الوطني لكرة السلة النسائية (الإنجليزية)
- ماري فرديناند هاريس على موقع كرة السلة الأوروبية.كوم (الإنجليزية)
- ماري فرديناند هاريس على موقع كلية كرة السلة في سبورتس رفرنس.كوم (الإنجليزية)
- ماري فرديناند هاريس على موقع بروبوليرز (الإنجليزية)
- ماري فرديناند هاريس على موقع سبورتس رفرنس (الإنجليزية)